# دوار الذيل (مروحية)

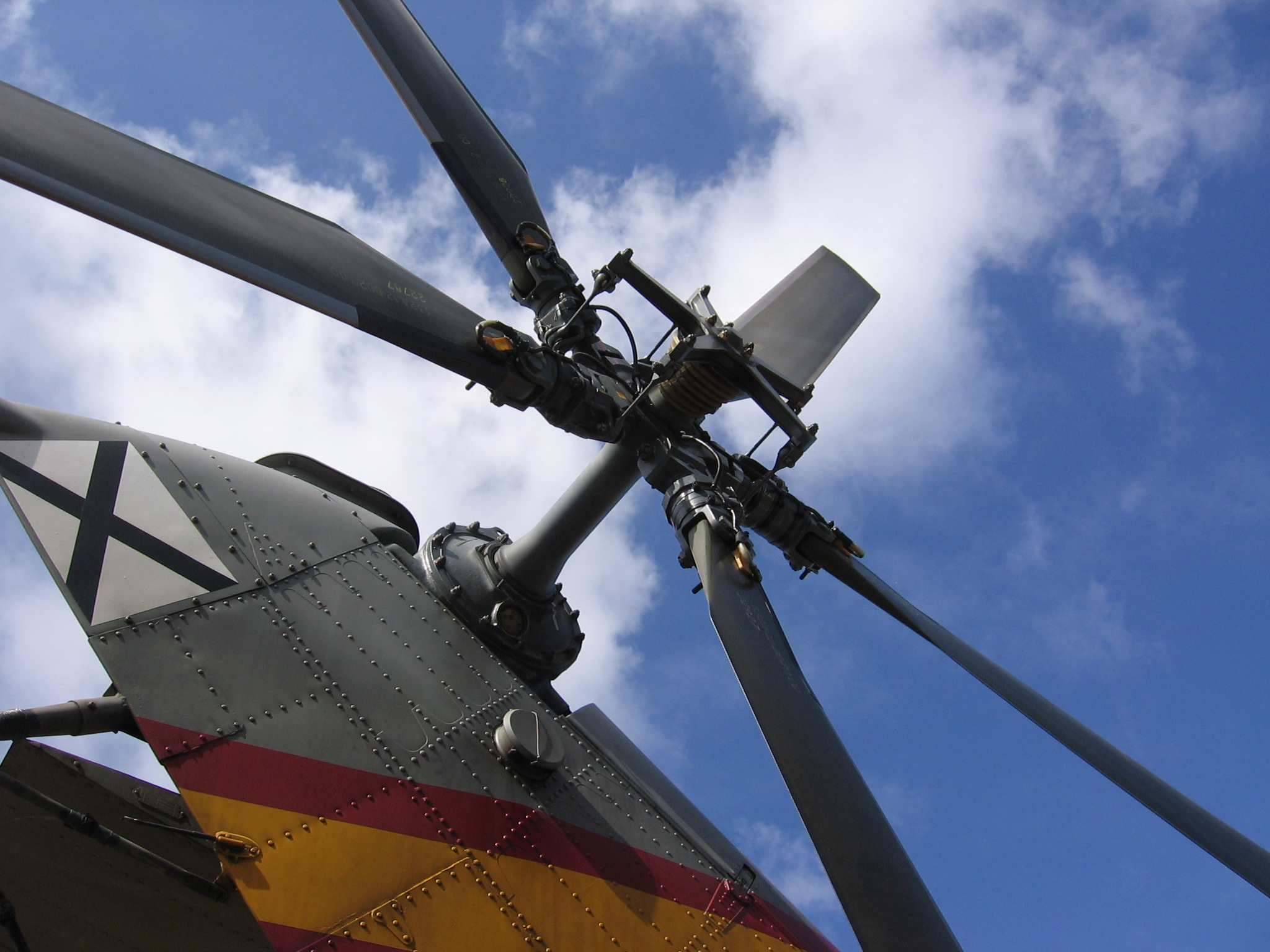
دوار خلفي تقليدي لمروحية بوما

دوار الذيل أو الدوار الخلفي (بالإنجليزية: Tail rotor)‏ مثبت بمؤخرة مروحية تقليدية ذات دوار رئيسي مفرد ويكون عموديا على دوار المروحية الرئيسي، وعمله الرئيسي هو لمعاكسة حركة انعراج الطائرة إلى اليمين أو الشمال وعزم الدوران الذي ينتج من حركة القرص بسرعته الطبيعية. بتعريف بسيط فإن الدوار الخلفي هو مروحة تدفع جسم المروحية بإتجاه معاكس لإتجاه الدوار الرئيسي حتى يمنع فقدان السيطرة.

## الأهمية
يحافظ الدوار الخلفي المروحية على ابقائها ثابتة كما هي بالجو، وهو عنصر مهم للمروحية وفقدانه أو تعرضه للتلف معناه فقدان أدوات التوجيه للطائرة، لذلك فعند إطفاء المحرك الرئيسي فإنه لا تكون هناك حاجة للدوار الخلفي ليعاكس عزم الدوران الناشئ من المحرك الرئيسي، لهذا فالطيار سيحاول عمل دوران ذاتي ليعود للأرض بسلام.

## التغييرات بالتصميم

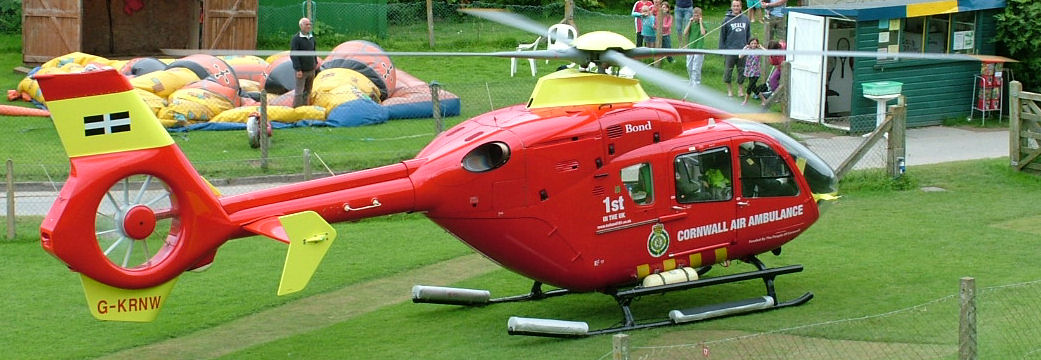
مروحية يوروكبتر ويرى مجمع مروحة الدوار الخلفي

هناك نوعين من أشكال الدوار الخلفي حسب موقع الدوار والبناء المحيط به، إحداهما وهو التقليدي ويكون تصميم المروحة خارجي. وأما لآخر وهو حسب ماتصنعه شركة يوروكبتر (كما بالصورة) بأن يكون الدوار الخلفي داخل تركيبة الذيل، ويسمى هذا التصميم (fenestron)، وهو يحمي الذيل من أي أجسام غريبة ترتطم به. وهو أفضل من الدوار التقليدي ولكنه أكثر تعقيدا من الناحية الميكانيكية.

## التحديثات الجديدة
تصميمات المروحيات الحديثة جدا يثبت الدوار الخلفي بشكل يكاد أن يتماس مع أقصى نقطة خلفية من الدوار الرئيسي، وإن كان دورانه المغزلي بالإتجاه العكسي للدوار الأمامي -أي بعكس عقارب الساعة أن كان الأمامي يدور بعقارب الساعة-. وهذا بدوره سيلغي الدوران حول نفسه (مغزلي) وهذا يعطي فائدة لإنتاج دفع أمامي.
قد لا تحتاج معظم -إن لم يكن جميع- المروحيات ثنائية المحركات إلى دوار خلفي، بالمقابل فإن تصميم الدوران الرئيسيان يكون بحيث يدوران مغزليا بإتجاهات متعاكسة لبعضهما البعض، لذلك فكليهما يلغي عزم الدوران وانعراج الآخر. وهذا موجود بالتصميمات الأوروبية.
بالوقت الحالي تحاول شركة سيكورسكي بأبحاثها أن تدمج النظريتين السابقتين بشكل واحد، مروحية ثنائية دوار رئيسي مع دوار خلفي، ذلك ليعطي دفع أمامي إضافي وسرعة أعلى مع مدى أطول وتسمى تلك الطائرة (Sikorsky X2).